# هيرويوكي إيشيكاوا
هيرويوكي إيشيكاوا (21 يناير 1979 يوكوهاما اليابان - ) هو لاعب كرة قدم ياباني يلعب كلاعب وسط.